# 井ノ口村 (神奈川県)
井ノ口村（いのくちむら）は、神奈川県足柄上郡に存在した村。現在の中井町東部、東名高速道路・秦野中井インターチェンジの南側に位置した。

## 地理
- 峠 ： 七国峠
- 川 ： 葛川

## 歴史

### 村名の由来
葛川の水源の清泉を井源と称したことより。

### 沿革
- 1889年（明治22年）4月1日 - 町村制の施行により、井ノ口村が単独村制。大字は編成しなかった。
- 1908年（明治41年）4月1日 - 中村と合併して中井村が発足。同日井ノ口村廃止。

## 交通

### 鉄道路線
- 湘南軌道（1937年廃止）
  - 湘南軌道線 ： 下井ノ口駅 - 上井ノ口駅